# قطار أحادي الخط

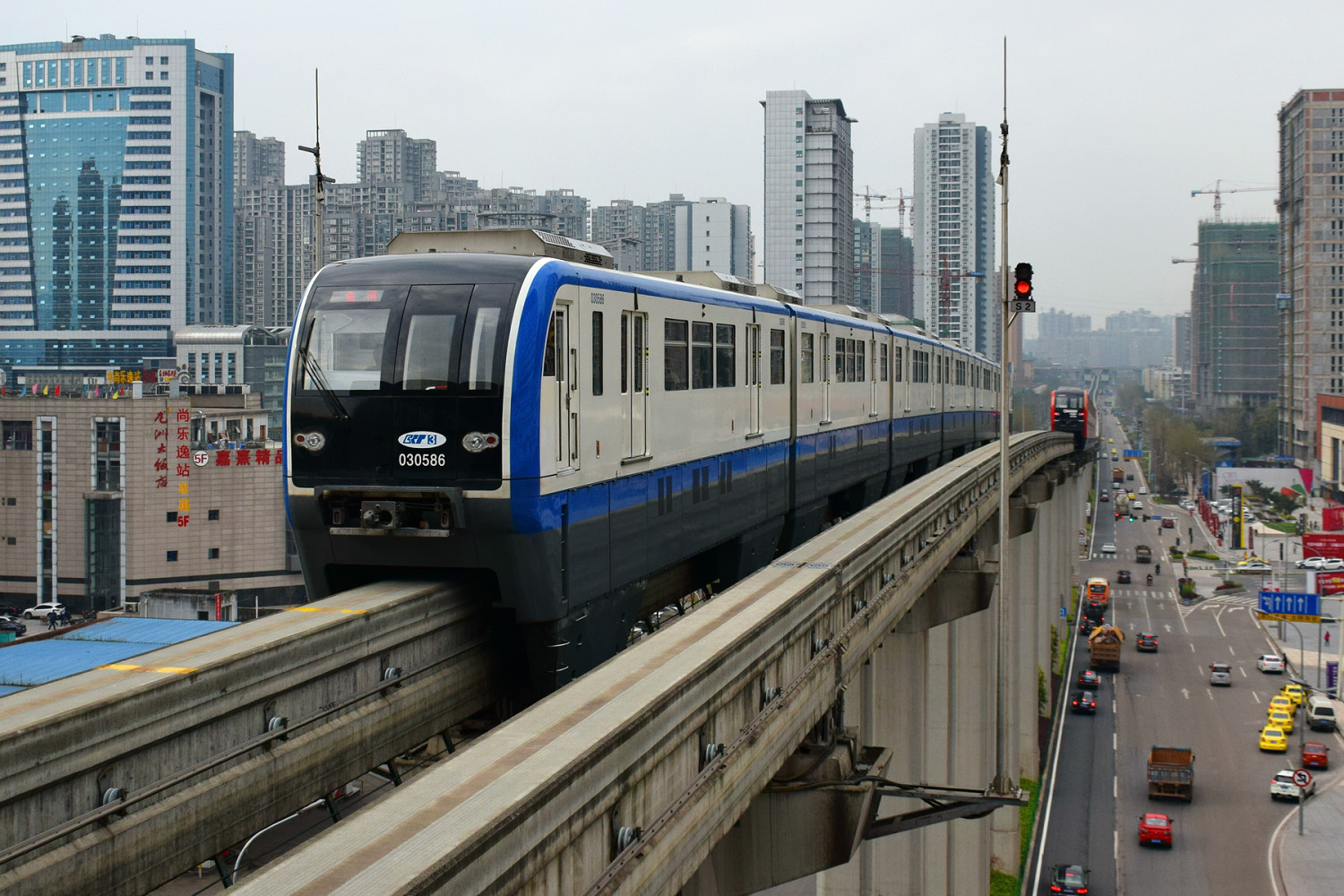
خط مونوريل تشونغتشينغ من أطول خطوط المونوريل بالعالم

قطار أحادي الخط أو قطار أحادي السكة ( بالأنجليزية : Monorail ) هو نظام نقل مبني على أساس السكك الحديدية، ويحتوي على سكة واحدة، التي تعتبر الداعم الوحيد والمرشد للعربة. كما يستعمل المصطلح لوصف العارضة أو العربة المتنقلة على العارضة.